# Кверенчхиладзе, Зинаида Васильевна
Зинаида Васильевна Кверенчхиладзе (груз. ზინაიდა ვასილის ასული კვერენჩხილაძე; 25 августа 1932, Тбилиси, Грузинская ССР, СССР — 2 сентября 2011, Тбилиси, Грузия) — советская и грузинская театральная актриса, народная артистка Грузинской ССР (1976).

## Биография
Родилась 25 августа 1932 года в Тбилиси, в Грузинской ССР.
С 1956 года выступала в труппе Театра имени Руставели. Первый большой успех ей принесла роль Лелы в спектакле «Бахтриони», поставленном в 1960 году режиссёром Додо Алексидзе.
Особое значение в творчестве актрисы занимали классические роли трагического плана: Антигона в спектакле «Антигона», Шакал в спектакле «Чинчрака», Медея в спектакле «Медея», Клеопатра в спектакле «Антоний и Клеопатра». Среди киноработ роли в фильмах «Берега» («Дата Туташхия»), «Путешествие молодого композитора», «Путь домой» и других хорошо запомнились зрителям.
Преподавала в Тбилисском театральном институте (ныне — университет театра и кино) имени Шота Руставели.
В 1990 году по её инициативе был создан театр-студия «Квемо Картли» в Дманиси.
Скончалась 2 сентября 2011 года в Тбилиси.

## Фильмография
- 1989 — Приближение
- 1984 — Путешествие молодого композитора — Гулкани
- 1981 — Путь домой
- 1977 — Инди-минди
- 1977 — Берега — Эфемиа, игуменья
- 1974 — В тени родных деревьев (киноальманах)
- 1974 — Ферма в горах
- 1971 — Перед рассветом
- 1967 — Утренние колокола — Иеро, жена Темраза
- 1966 — Листопад — эпизод, (в титрах Г.Кверенчхиладзе)
- 1965 — Страницы прошлого (киноальманах) — Майя
- 1965 — Микела

## Награды
- Орден Чести (1999)[1].
- Орден Трудового Красного Знамени (22 августа 1986).
- Народная артистка Грузинской ССР (1976)[1].
- Заслуженная артистка Грузинской ССР (1968)[1].